# Abiyán
Abiyán (del francés: Abidjan) es la capital económica, sede de gobierno y la ciudad principal de Costa de Marfil. Es también el centro comercial y financiero más importante del país. Abiyán se fundó en 1898 y fue la capital administrativa entre 1933 y 1983.
Está edificada al borde de la laguna Ébrié, sobre diversas penínsulas e islas adyacentes, conectadas por puentes. Si se tiene en consideración el área metropolitana, es la ciudad más poblada de África Occidental después de Lagos (Nigeria) y una de las más habitadas del continente africano.
Su importante puerto de mar, conectado a la costa del golfo de Guinea, es uno de los principales de la región. Sus industrias principales son la alimentaria, la automovilística, la textil y la química, en la que destaca la producción de jabones. En el departamento de Abiyán se localiza también una importante refinería petrolífera. Cerca del puerto se encuentra también el Aeropuerto Internacional Félix Houphouët-Boigny.
En un tiempo, Abiyán fue una de las ciudades más prósperas y pacíficas de África pero a partir del inicio de la primera guerra civil en 2002 se ha convertido en una de las más peligrosas del continente, con frecuentes levantamientos contra la población extranjera y un grave incremento de la criminalidad.

## Historia

### Época colonial
Abiyán fue originalmente un pequeño pueblo de pescadores Atchan. En  1896, luego de una serie de epidemias mortales de fiebre amarilla, los colonos franceses que inicialmente se habían asentado en Grand-Bassam decidieron mudarse a un lugar más seguro y en 1898 eligieron la ubicación actual de Abiyán. En 1903 se convirtió oficialmente en ciudad. Los colonos fueron seguidos por el gobierno colonial, creado en 1899. Pero luego, la cercana Bingerville se convirtió en la capital de la colonia francesa, desde 1900 hasta 1934.
El futuro Abiyán, situado en el borde de la laguna n'doupé ("la laguna de agua caliente"), ofreció más tierra y mayores oportunidades para la expansión comercial. El muelle de Petit Bassam (ahora Port-Bouet) al sur de la ciudad superó rápidamente al muelle de Grand-Bassam en importancia y se convirtió en el principal punto de acceso económico a la colonia. En 1904, la terminal ferroviaria estaba ubicada en el área de Port-Bouet de Abiyán. A partir de 1904, cuando Bingerville aún no estaba terminado, Abiyán se convirtió en el principal centro económico de la colonia de Costa de Marfil y un canal principal para distribuir productos al interior de Europa, particularmente a través de la comunidad libanesa, que estaba aumentando en importancia.
En 1931, Plateau y lo que se convertiría en Treichville estaban conectados por un puente flotante, más o menos donde se encuentra hoy el puente Houphouët-Boigny. El año 1931 también vio cómo se comenzaban a asignar direcciones a las calles de Abiyán por primera vez. El proyecto de direccionamiento se concluyó temporalmente en 1964, bajo el liderazgo del alcalde Konan Kanga, luego se rehízo mal al estilo estadounidense en 1993[cita requerida]
Abiyán se convirtió en la tercera capital de Costa de Marfil por decreto de 1934, después de Grand-Bassam y Bingerville. Luego, varios pueblos de Tchaman quedaron desiertos. 
Al sur del distrito de Plateau (el actual distrito central de la ciudad de Abiyán), el pueblo de Dugbeo se trasladó al otro lado de la laguna, a Anoumabo, "el bosque de los murciélagos frugívoros", que se convirtió en el barrio de Treichville (ahora conocido como Commikro, ciudad de oficinistas). Treichville pasó a llamarse en 1934, en honor a Marcel Treich-Laplénie (1860–1890), el primer explorador de Costa de Marfil y su primer administrador colonial, considerado su fundador. En lugar de Dugbeyo, se encuentra la actual avenida Treich-Laplénie, la estación de autobuses y autobuses de la laguna de agua en Plateau, y la avenida Charles de Gaulle (comúnmente llamada Rue du Commerce).
La ciudad se diseñó como la mayoría de las ciudades coloniales, en un plano de cuadrícula. Le Plateau ("m'brato" en Tchaman) estaba habitado por colonos. En el norte, la ciudad estaba habitada por los colonizados. Las dos zonas estaban separadas por el Cuartel Militar de Gallieni, donde ahora se encuentra el actual palacio de justicia.
En Le Plateau, en la década de 1940, se construyó el Bardon Park Hotel, el primer hotel con aire acondicionado en funcionamiento en el África francófona.
La laguna de Abiyán se conectó con el mar una vez que se completó el canal Vridi de 15 m de profundidad en 1950. Pronto Abiyán se convirtió en el centro financiero de África Occidental. En 1958, se completó el primer puente para conectar la isla Petit-Bassam con el continente.

### Tras lograr la independencia
Cuando Costa de Marfil se independizó en 1960, Abiyán se convirtió en el centro administrativo y económico del nuevo país. El eje sur de Treichville, hacia el aeropuerto internacional y las playas, se convirtió en el corazón de Abiyán europeo y de clase media. La ciudad experimentó un crecimiento demográfico considerable en las décadas posteriores a la independencia, pasando de 180.000 habitantes en 1960 a 1.269.000 en 1978. Esta explosión demográfica de Abiyán se remonta a la prosperidad económica de este período.
Durante este período se fundaron nuevos distritos como el exclusivo Cocody. Este último, construido en gran medida en un estilo colonial, se ha convertido desde entonces en el hogar de las clases adineradas de Costa de Marfil, así como de expatriados y diplomáticos extranjeros. El distrito alberga la embajada de Francia, el Hotel Ivoire (que durante mucho tiempo fue el único hotel africano que tenía una pista de patinaje) y, desde 2009, la embajada estadounidense más grande en África occidental.
La construcción de la Catedral de San Pablo, diseñada por el arquitecto italiano Aldo Spirito, comenzó con la palada inicial de 1980 por parte del Papa Juan Pablo II y se completó en 1985. En 1983, el pueblo de Yamoussoukro se convirtió en la nueva capital política de Costa de Marfil bajo el liderazgo del presidente Félix Houphouët-Boigny, nacido en esa misma ciudad.
De 2002 a 2007 y especialmente de 2010 a 2011, Abiyán sufrió las consecuencias de la primera y segunda guerra civil de Costa de Marfil. En noviembre de 2004, estalló un conflicto armado entre las fuerzas francesas y las fuerzas de Costa de Marfil leales a Laurent Gbagbo después de que la Fuerza Aérea de Costa de Marfil atacara a las fuerzas de paz francesas en el norte de Costa de Marfil. Después de que Francia destruyera las capacidades aéreas de Côte d'Ivoire como represalia, los grupos pro-Gbagbo organizaron disturbios y saqueos en Abiyán y atacaron hogares, escuelas y negocios franceses. Las fuerzas de paz francesas se trasladaron a la ciudad para calmar la situación. Otras crisis durante el período de la primera guerra civil incluyen el caso del Probo Koala en 2006, en el que los productos desechados hicieron que miles de residentes buscaran atención médica. Los conflictos civiles de Côte d'Ivoire afectaron seriamente la situación de seguridad en Abiyán. En medio de los disturbios antifranceses en noviembre de 2004, 4.000 presos en Abiyán escaparon de la prisión más grande del país.
Abiyán fue uno de los epicentros de la crisis marfileña de 2010-2011 y el lugar de importantes manifestaciones contra el actual presidente Gbagbo, incluida una en el Día Internacional de la Mujer en 2011 en la que las fuerzas de Gbagbo mataron a varias manifestantes. El final de la crisis llegó con la captura de Gbagbo en Abiyán en abril de 2011, luego de una gran ofensiva de las fuerzas leales al ganador de las elecciones Alassane Ouattara con el apoyo de Francia y la ONU.
En 2025 se llevará a cabo una importante revisión de los nombres de la era colonial que se reorganizarán para incluir nombres más africanos.</ref>« Je ne connais pas Giscard d’Estaing » : la Côte d’Ivoire débaptise ses routes aux noms français, Jeune Afrique</ref>

## Personas destacadas
Abiyán es la ciudad natal de los:

### Futbolistas

#### Internacionales con Costa de Marfil
- Romaric, exfutbolista del Real Zaragoza, el Espanyol de Barcelona y el Sevilla
- Didier Drogba, máximo goleador de la selección de Costa de Marfil y exjugador del Chelsea
- Paul Akouokou, canterano del Real Betis Balompié
- Salomon Kalou, canterano del ASEC Mimosas

#### Internacionales con otros países
- Yago Alonso, internacional con Guinea Ecuatorial
- Charles Gbeke, Ballou Tabla e Ismaël Koné; internacionales con Canadá
- Marc Guéhi, internacional con Inglaterra

## División administrativa

Mapa que muestra la división administrativa de Abiyán, con la localización de sus 10 comunas.

Antes de 2002, Abiyán tenía categoría de ciudad (Ville d'Abidjan). La ciudad de Abiyán se subdividió en diez comunas, cada una con su ayuntamiento y su alcalde.
La ciudad de Abiyán se encontraba en el departamento de Abiyán, formado por la ciudad de Abiyán y tres subprefecturas fuera de la ciudad. El departamento de Abiyán estaba a su vez dentro de la región Lagunes.
En agosto de 2001, el nuevo gobierno disolvió la ciudad de Abiyán. En lugar de ello, las diez comunas de Abiyán se fusionaron con las tres subprefecturas que estaban más allá de la ciudad para crear el distrito de Abiyán (distrito d'Abiyán en francés), cuyos límites coinciden con los del departamento de Abiyán. El nuevo distrito de Abiyán (2119 kilómetros cuadrados) por lo tanto, es mucho más grande que la antigua ciudad de Abiyán (422 kilómetros cuadrados). La reforma se llevó a cabo en 2002, con las elecciones locales que tuvieron lugar ese año.
El distrito de Abiyán está dentro de la région Lagunes, que está formada por el Distrito de Abiyán y por otros cinco departamentos.
| Comunas     | Superficie (en km²) | Población (1998) | Densidad (hab/km²) |
| Abobo       | 82                  | 638.237          | 7.783              |
| Adjamé      | 9                   | 254.290          | 28.254             |
| Attécoubé   | 33                  | 207.586          | 6.290              |
| Cocody      | 64                  | 251.741          | 3.933              |
| Koumassi    | 15                  | 317.562          | 21.170             |
| Marcory     | 14                  | 117.748          | 8.410              |
| Plateau     | 5                   | 10.365           | 2.073              |
| Port-Bouët  | 69                  | 211.658          | 3.067              |
| Treichville | 12                  | 120.526          | 10.043             |
| Yopougon    | 119                 | 688.235          | 5.783              |
| Abiyán      | 422                 | 2.877.948        | 6.819              |

## Población
Los pueblos kru y akan constituyen los dos principales grupos étnicos que viven en Abiyán.
| 1920                            | 1946   | 1970    | 1978      | 1998      | 2003      | 2006      | 2009      | 2012      | 2014      |
| ------------------------------- | ------ | ------- | --------- | --------- | --------- | --------- | --------- | --------- | --------- |
| 1 000                           | 48 000 | 500 000 | 1 200 000 | 3 125 890 | 3 660 682 | 3 796 677 | 3 900 000 | 4 351 086 | 4 395 243 |
| Población de Abiyán (1920-2014) |        |         |           |           |           |           |           |           |           |

## Monumentos y lugares de interés

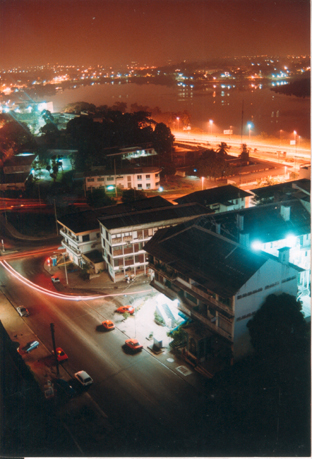
Vista nocturna del moderno centro urbano de Le Plateau, el barrio de los negocios, junto a la laguna de Ébrié.

La ciudad es sede de la Universidad de Abiyán, de diversos institutos técnicos, de la biblioteca nacional y de varios museos.
Como lugares destacados se encuentran la catedral de San Pablo (de Aldo Spiritom), el Museo Municipal de Arte Contemporáneo de Cocody y la Reserva Forestal del Parque du Banco. El barrio de Le Plateau, centro de negocios de Abiyán, es conocido por sus rascacielos, hecho inusual en África Occidental. Con sus tiendas de categoría y sus terrazas de café, Le Plateau es el lugar preferido de los viajeros. El barrio es también la sede de diversos bancos.

## Clima
Clima tropical, con temperaturas relativamente elevadas y constantes durante el año y precipitaciones elevadas especialmente los meses de verano.
| Parámetros climáticos promedio de Abiyán, Costa de Marfil                                                          | Parámetros climáticos promedio de Abiyán, Costa de Marfil | Parámetros climáticos promedio de Abiyán, Costa de Marfil | Parámetros climáticos promedio de Abiyán, Costa de Marfil | Parámetros climáticos promedio de Abiyán, Costa de Marfil | Parámetros climáticos promedio de Abiyán, Costa de Marfil | Parámetros climáticos promedio de Abiyán, Costa de Marfil | Parámetros climáticos promedio de Abiyán, Costa de Marfil | Parámetros climáticos promedio de Abiyán, Costa de Marfil | Parámetros climáticos promedio de Abiyán, Costa de Marfil | Parámetros climáticos promedio de Abiyán, Costa de Marfil | Parámetros climáticos promedio de Abiyán, Costa de Marfil | Parámetros climáticos promedio de Abiyán, Costa de Marfil | Parámetros climáticos promedio de Abiyán, Costa de Marfil |
| Mes | Ene.                                                      | Feb.                                                      | Mar.                                                      | Abr.                                                      | May.                                                      | Jun.                                                      | Jul.                                                      | Ago.                                                      | Sep.                                                      | Oct.                                                      | Nov.                                                      | Dic.                                                      | Anual                                                     |
| --- | --------------------------------------------------------- | --------------------------------------------------------- | --------------------------------------------------------- | --------------------------------------------------------- | --------------------------------------------------------- | --------------------------------------------------------- | --------------------------------------------------------- | --------------------------------------------------------- | --------------------------------------------------------- | --------------------------------------------------------- | --------------------------------------------------------- | --------------------------------------------------------- | --------------------------------------------------------- |
| Temp. máx. abs. (°C)                                                                                               | 45                                                        | 47                                                        | 42                                                        | 34                                                        | 38                                                        | 36                                                        | 33                                                        | 32                                                        | 39                                                        | 48                                                        | 40                                                        | 41                                                        | 48                                                        |
| Temp. máx. media (°C)                                                                                              | 35.4                                                      | 32.7                                                      | 30.7                                                      | 30.1                                                      | 32.5                                                      | 27.5                                                      | 28.0                                                      | 24.5                                                      | 26.1                                                      | 29.7                                                      | 31.1                                                      | 31.0                                                      | 29.9                                                      |
| Temp. media (°C)                                                                                                   | 30.2                                                      | 29.7                                                      | 28.1                                                      | 26.6                                                      | 27.7                                                      | 23.6                                                      | 25.7                                                      | 22.7                                                      | 25.6                                                      | 26.5                                                      | 27.5                                                      | 27.4                                                      | 26.8                                                      |
| Temp. mín. media (°C)                                                                                              | 24.5                                                      | 22.8                                                      | 21.2                                                      | 23.1                                                      | 20.8                                                      | 19.9                                                      | 18.2                                                      | 16.5                                                      | 20.8                                                      | 24.0                                                      | 24.7                                                      | 24.3                                                      | 21.7                                                      |
| Temp. mín. abs. (°C)                                                                                               | 17                                                        | 16                                                        | 15                                                        | 19                                                        | 10                                                        | 12                                                        | 9                                                         | 10                                                        | 12                                                        | 15                                                        | 18                                                        | 19                                                        | 9                                                         |
| Precipitación total (mm)                                                                                           | 16.3                                                      | 48.9                                                      | 106.7                                                     | 141.3                                                     | 293.5                                                     | 651.8                                                     | 205.7                                                     | 36.8                                                      | 80.5                                                      | 137.7                                                     | 143.3                                                     | 75.1                                                      | 1937.6                                                    |
| Días de lluvias (≥ 0.1 mm)                                                                                         | 4                                                         | 5                                                         | 9                                                         | 11                                                        | 28                                                        | 21                                                        | 13                                                        | 12                                                        | 12                                                        | 14                                                        | 13                                                        | 7                                                         | 149                                                       |
| Horas de sol | 210.8                                                     | 209.05                                                    | 220.1                                                     | 216                                                       | 201.5                                                     | 129                                                       | 130.2                                                     | 114.7                                                     | 138                                                       | 204.6                                                     | 225                                                       | 207.7                                                     | 2206.7                                                    |
| Humedad relativa (%)                                                                                               | 73                                                        | 71                                                        | 70                                                        | 71                                                        | 75                                                        | 82                                                        | 79                                                        | 79                                                        | 80                                                        | 78                                                        | 73                                                        | 73                                                        | 75.3                                                      |
| Fuente n.º 1: Climate Charts (altitud: 8m) Voodoo Skies for record temperatures,World Climate Guide for rainy days |                                                           |                                                           |                                                           |                                                           |                                                           |                                                           |                                                           |                                                           |                                                           |                                                           |                                                           |                                                           |                                                           |
| Fuente n.º 2: Hong Kong Observatory for sunshine, Climatemps.com for humidity                                      |                                                           |                                                           |                                                           |                                                           |                                                           |                                                           |                                                           |                                                           |                                                           |                                                           |                                                           |                                                           |                                                           |

## Ciudades hermanadas
- Punta del Este, Uruguay
- Cádiz, España
- Marsella, Francia.[13]